# Richard Bergh
Sven Richard Bergh (Estocolmo, 28 de diciembre de 1858 - 29 de enero de 1919) reconocido pintor sueco, destaca por sus pinturas retratistas y paisajistas relacionadas con Suecia. Desde 1915 hasta su muerte fue director de la Agencia Sueca en el Museo Nacional Sueco, en cuya actuación también destacó notablemente. 

## Biografía

### Comienzos
Hijo de los también artistas Edvard Bergh y Amanda Helander. Paso su infancia en Estocolmo, su primer contacto con el arte tuvo lugar por parte del profesor y artista Edvard Perseo. Ya en 1878 empieza su formación en la Real Academia Sueca de las Artes en la que concluye en 1881 empezando a trabajar en escenas pintadas de la historia de Suecia, en ese mismo año se traslada a París para estudiar en la Académie Colarossi, debutando como pintor en 1883.

### Movimiento opositor
En 1885 se une con varios artistas nórdicos "exiliados" a París al movimiento opositor, motivada por su razón de la dirección conservadora de la academia sueca, por el cual fue secretario del movimiento al año siguiente.
|  |

### Puliendo su personalidad artística
Bergh creó principalmente retratos y paisajes. Durante su estancia en Francia, se sintió atraído hacia el naturalismo y la pintura al aire libre, sin ser influenciado por el impresionismo , sino más bien mostrar el rasgo de la familia de Jules Bastien-Lepage. En la década de 1880 sus pinturas se caracterizan por prevalecerse al realismo y los elementos del romanticismo corrientes, también se caracteriza sus primeros retratos de artistas, cómo Nils Kreuger (1883, Statens Museum for Kunst, Copenhague ), hizo su debut en exposiciones de París ese año. También pintó en 1885 fästmöporträttet de Helena Klemming , en los años siguientes se casó y pintó la famosa esposa del retrato. En los últimos años ochenta desarrolla un tono más emocional y casi morboso en sus obras. En el invierno de 1886 , trabajó en la "sesión hipnótica" de París. Su esposa Helena era la modelo para el simbólico pintura "Girl and Death" (1888, Prince Eugene Waldemarsudde ), que antes de 1889 moriría de una enfermedad incurable. Los retratos de la década de 1890 hacia delante muestran una tendencia similar, con matices psicológicos, como en las tristes representaciones en el retrato de Eva Bonnier (1889), August Strindberg (1905), (colección de retratos de Bonnier) y Gustaf Fröding, este último cautivador igualmente como acertada imagen de una figura de poeta trágico. En 1890 se casó con Gerda Winkrans.

### Dirección de la Academia Sueca en el Museo Nacional
Richard Bergh fue una de las figuras prominentes en la escena del arte sueco desde hace mucho tiempo y también hizo contribuciones importantes a una generación más joven de artistas a través de la escuela de arte en la Asociación de Artistas realizada en Estocolmo, donde Bergh era autodidacta. En 1915 fue nombrado superintendente y director del Museo Nacional , donde comenzó un minucioso trabajo de remodelación, involucrándose en su éxito de los últimos años. Contribuyó a modernizar la exposición de arte y directrices de compra, y el consumo del arte sueco. También fue un brillante escritor y se dedicó con diligencia a artículos y ensayos considerando nuevas direcciones en la escena del arte contemporáneo. Su acercamiento al arte le hizo ver la lucha estridente de los mismos: 

"el museo de arte debe ser como una casa de belleza abiertas a todas las personas."

## Obras

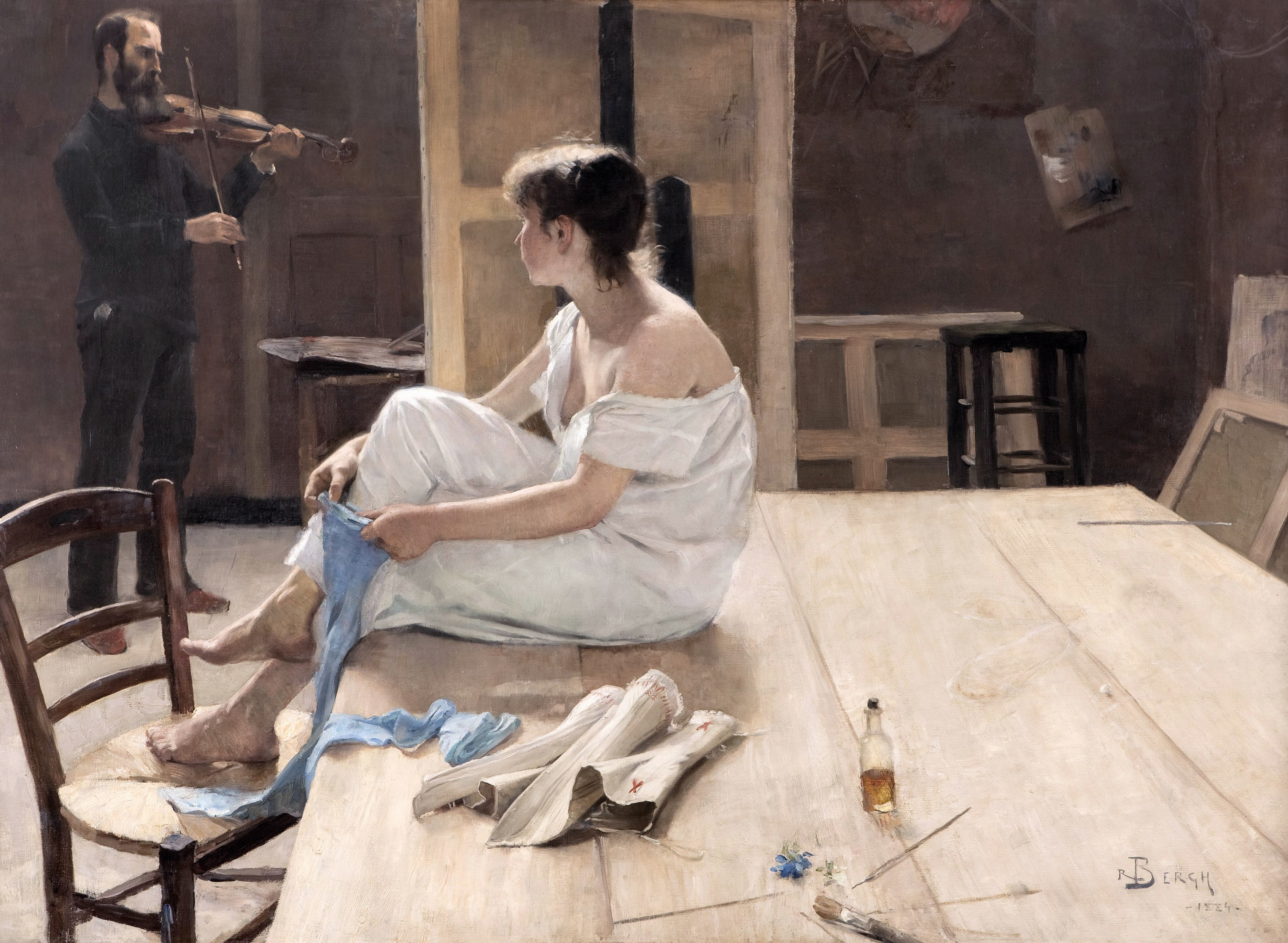
Sesión cerrada (1884)
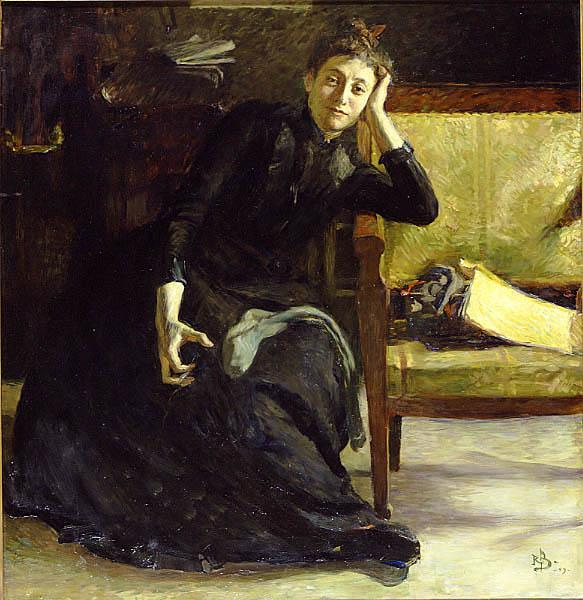
Eva Bonnier (1889)
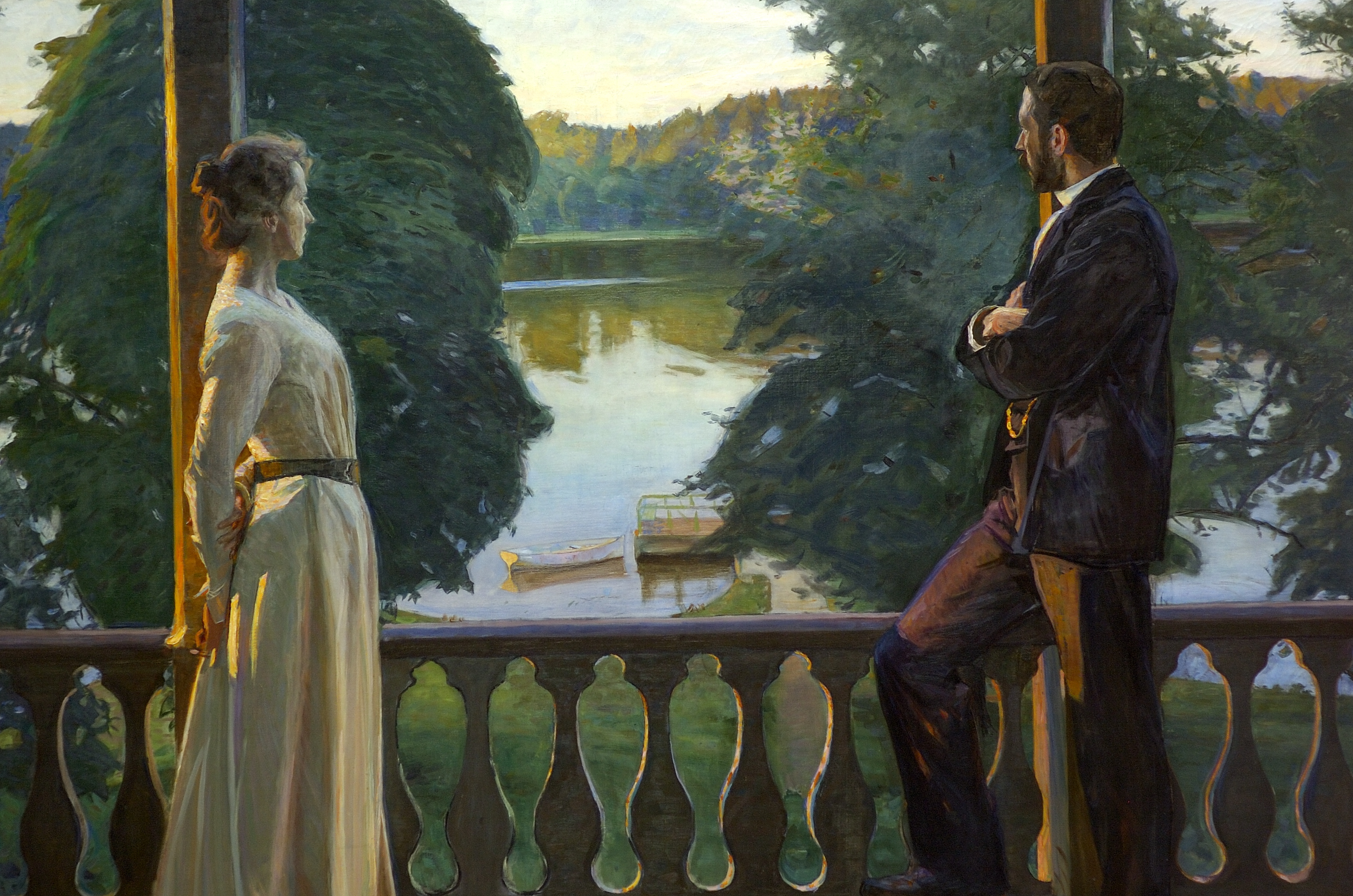
Tarde de verano nórdico (1889-1900)
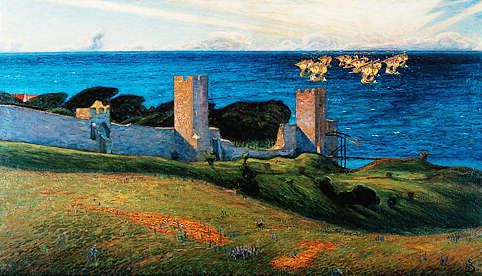
Escenas de Visby (1894)
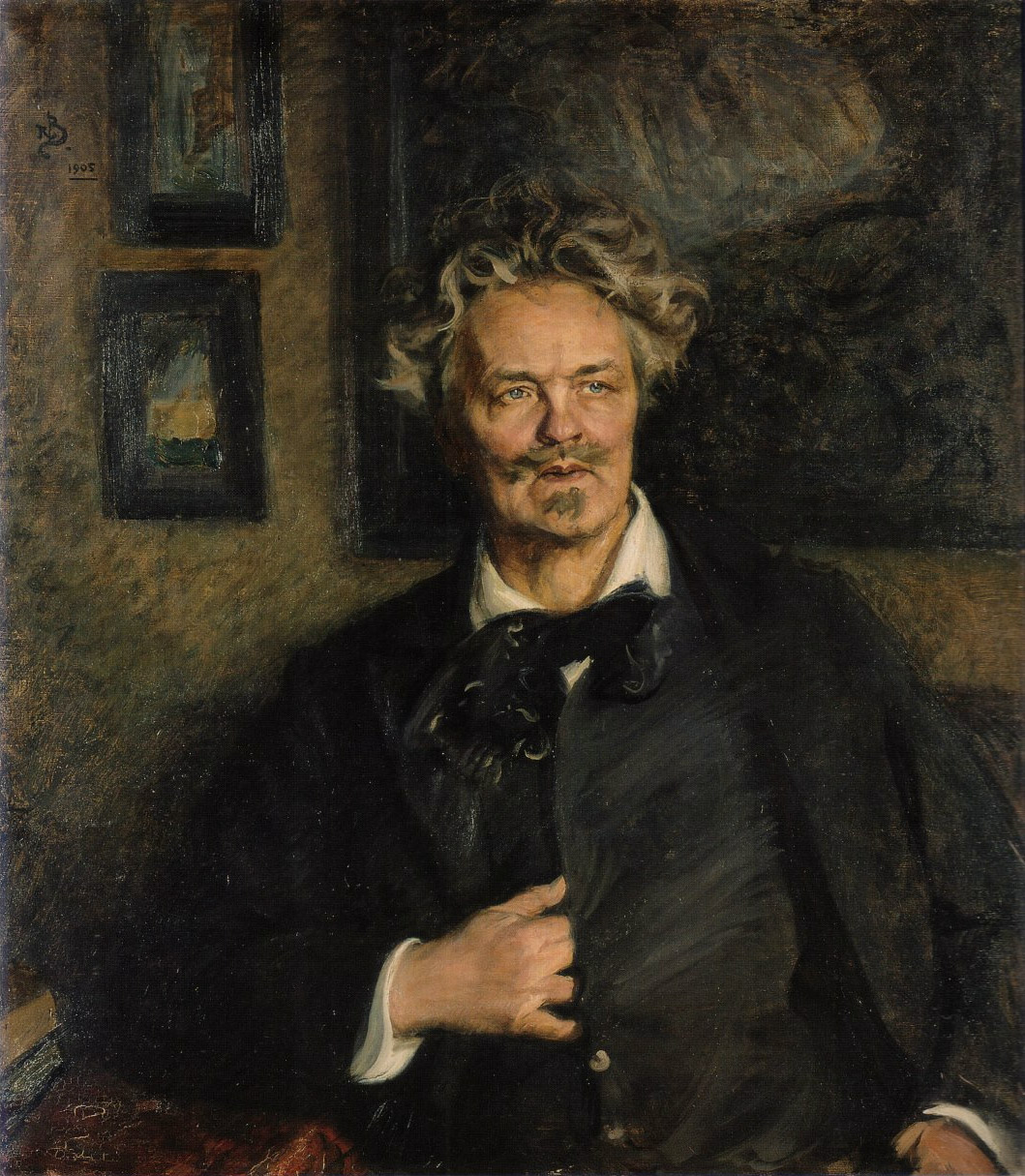
Retrato de August Strindberg (1905)
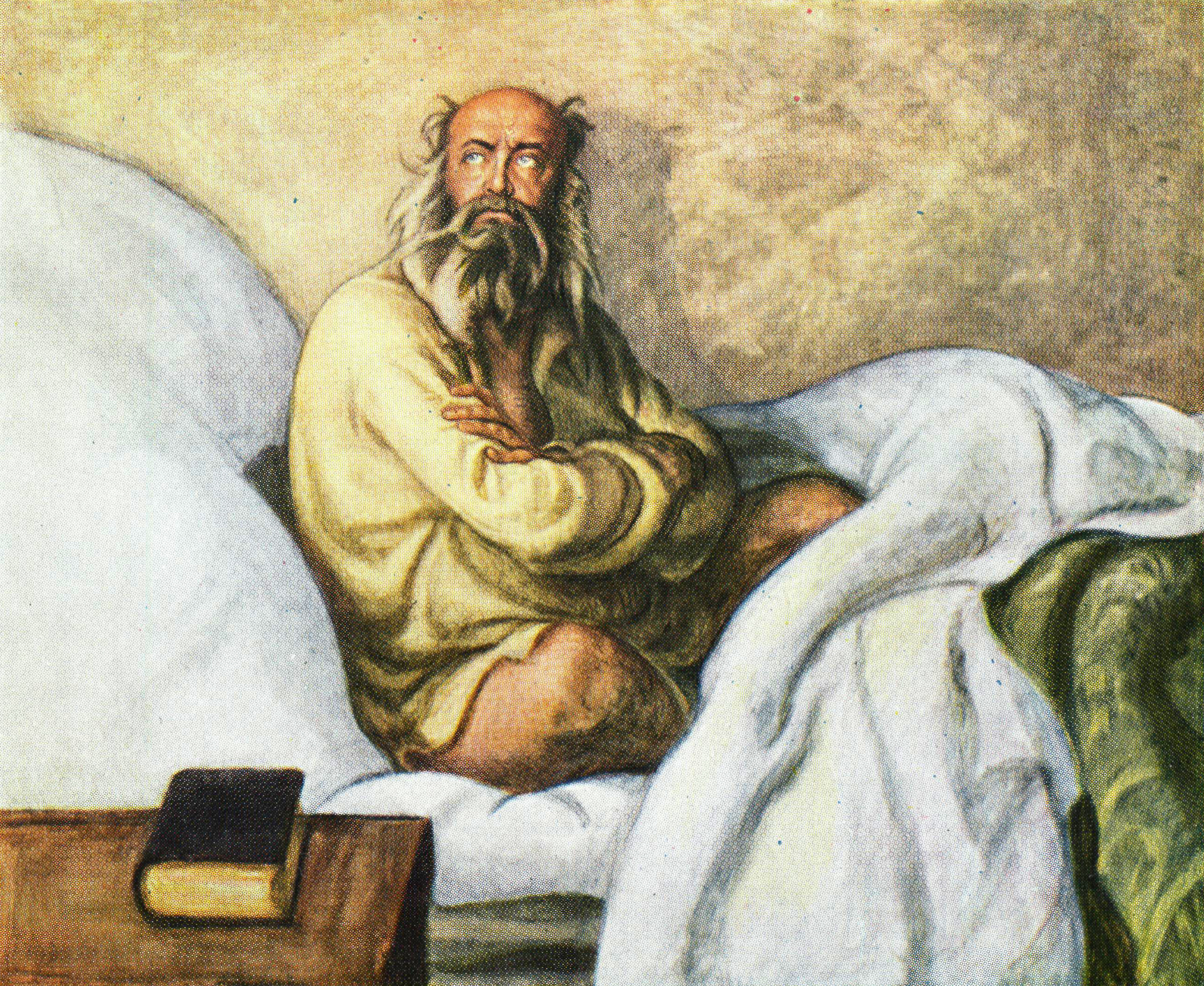
Retrato de Gustav Fröding (1909)
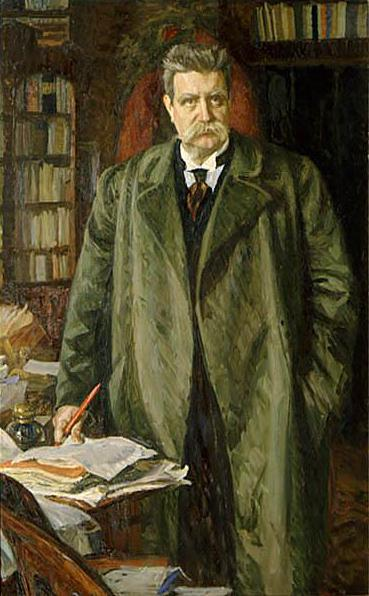
Retrato de Branting Hjalmar